# Gemischter Zug

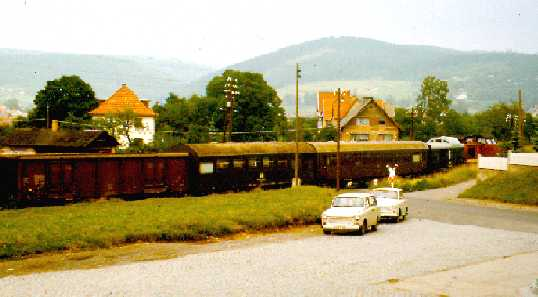
Personenzug mit Güterbeförderung im Bahnhof Floh-Seligenthal in Thüringen (1989)

Als Gemischter Zug werden Züge bei der Eisenbahn bezeichnet, die zugleich Personenwagen und Güterwagen befördern, also keine reinen Reise- oder Güterzüge sind. Ökonomisch gesehen handelt es sich dabei zumeist um Mischkalkulation – weder die Beförderung von nur Passagieren noch jene von nur Gütern ist rentabel, die Kombination durch entstehende Synergieeffekte jedoch schon. Teilweise ist die Wirtschaftlichkeit auch nur durch einen staatlichen Zuschuss gegeben.
Andere häufige Bezeichnungen für einen Gemischten Zug sind:
- Güterzug mit Personenbeförderung
- Personenzug mit Güterbeförderung

## Güterzug mit Personenbeförderung
Als Güterzug mit Personenbeförderung wird ein Güterzug bezeichnet, der neben Güterwagen auch einen oder mehrere Personenwagen zur Reisendenbeförderung mitführt. Die offizielle Abkürzung von Deutscher Reichsbahn und Deutscher Bundesbahn lautet Gmp; bei Museumsbahnen und Modellbahnfreunden hingegen meist GmP.
Die Bezeichnung Güterzug mit Personenbeförderung wie auch Personenzug mit Güterbeförderung wird erstmals 1893 bei der Großherzoglich Mecklenburgischen Friedrich-Franz-Eisenbahn verwendet, 1909 auch bei der Preußischen Staatseisenbahn. Deutschlandweit wurden die Begriffe erst ab 1929 bei der Deutschen Reichsbahn benutzt, wobei der Gebrauch bei den einzelnen Direktionen noch unterschiedlich war. Bei den Privatbahnen war die Bezeichnung gemischter Zug noch üblich, erst mit der vereinfachten Eisenbahn-Bau- und Betriebsordnung vom 1. März 1943 und der entsprechenden vereinfachten Eisenbahn-Bau- und Betriebsordnung für Schmalspurbahnen vom 1. August 1943 wurden diese Bezeichnungen verwendet.
Gründe für diese früher auf Nebenbahnen nicht seltene Art der Bahnbetriebsabwicklung waren:
- geringe Zahl von Reisenden, die die Durchführung spezieller Reisezüge nicht rechtfertigt
- Mangel an Fahrzeugen und/oder Personal, um Güter- und Reisezüge getrennt durchzuführen
- starke Belegung der Strecke, so dass Güter- und Personenbeförderung vereinigt werden müssen

In der Heizperiode mussten die Personenwagen, sofern sie keine eigene Heizung hatten, unmittelbar hinter der Lokomotive laufen, da Güterwagen normalerweise keine Heizleitung besitzen (Ausnahmen davon gab es vor allem in Sachsen). Nachteilig für die Reisenden war die geringe Reisegeschwindigkeit eines Gmp, der oft auf Unterwegsbahnhöfen längere Aufenthalte zum Absetzen und Aufnehmen der Güterwagen hatte. Dies war auch einer der entscheidenden Gründe für das Verschwinden dieser Zuggattung.

Gmp gab es bei der Deutschen Bundesbahn und den Österreichischen Bundesbahnen vereinzelt bis in die 1980er Jahre. So fuhr auch die Werne–Bockum-Höveler Eisenbahn bis 1985 eine derartige Verbindung. Bei der Deutschen Reichsbahn gab es noch länger Güterzüge mit Personenbeförderung, zuletzt aber nur noch auf Schmalspurbahnen bis 1993. In den Kursbüchern waren diese Züge nicht besonders ausgewiesen, sie konnten allerdings an längeren Fahrzeiten und höheren Zugnummern erkannt werden.

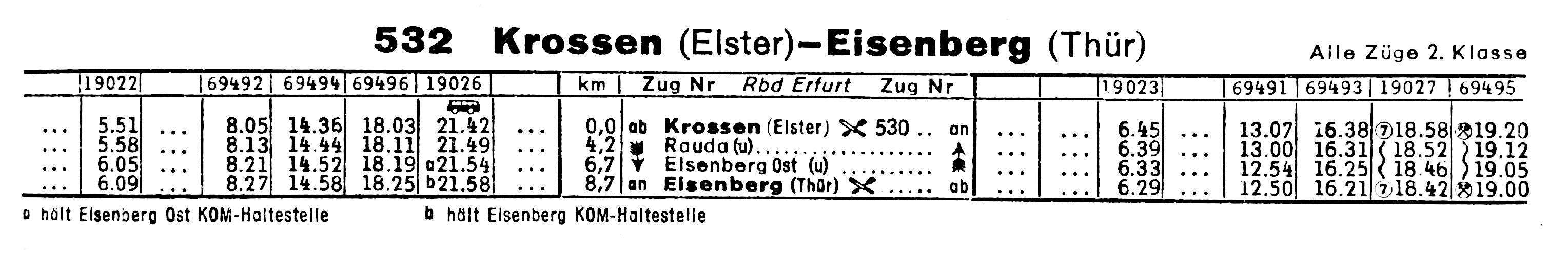
Fahrplan mit gemischten Zügen (Zugnummern 69...), Strecke Crossen–Eisenberg 1983/84

In Schmalspurzügen mit aufgeschemelten Normalspurwagen mussten die Personenwagen aus Sicherheitsgründen am Zugende mitgeführt werden.
Heute sind sie in Deutschland, Österreich und der Schweiz nicht mehr anzutreffen. Ihre Durchführung würde auch der heute bei den meisten Eisenbahngesellschaften üblichen Trennung in verschiedene Tochtergesellschaften für Personen- und Güterverkehr widersprechen. In Teilen Indiens, Asiens und Afrika sind dagegen solche Transporte auf wenig befahrenen Strecken noch üblich. In Nordamerika fuhren auf den meisten Nebenstrecken sogenannte „mixed trains“. Das waren Güterzüge, die in der Regel mit einem kombinierten Personen-, Post- und Gepäckwagen fuhren, selten auch mit mehreren Personenwagen. Diese Zuggattung verschwand mit der Einstellung des Personenverkehrs auf den Nebenstrecken.
Zu den wenigen übriggebliebenen Güterzügen mit Personenbeförderung gehören (im weiteren Sinne) die Züge der Rollenden Landstraße. Sie führen typischerweise einen Liegewagen mit, in dem sich die Lkw-Fahrer während der Fahrt aufhalten. Primäres Transportgut sind Lastkraftwagen. Der Begleitwagen ist dabei nicht für reguläre Reisende zugänglich.

## Personenzug mit Güterbeförderung

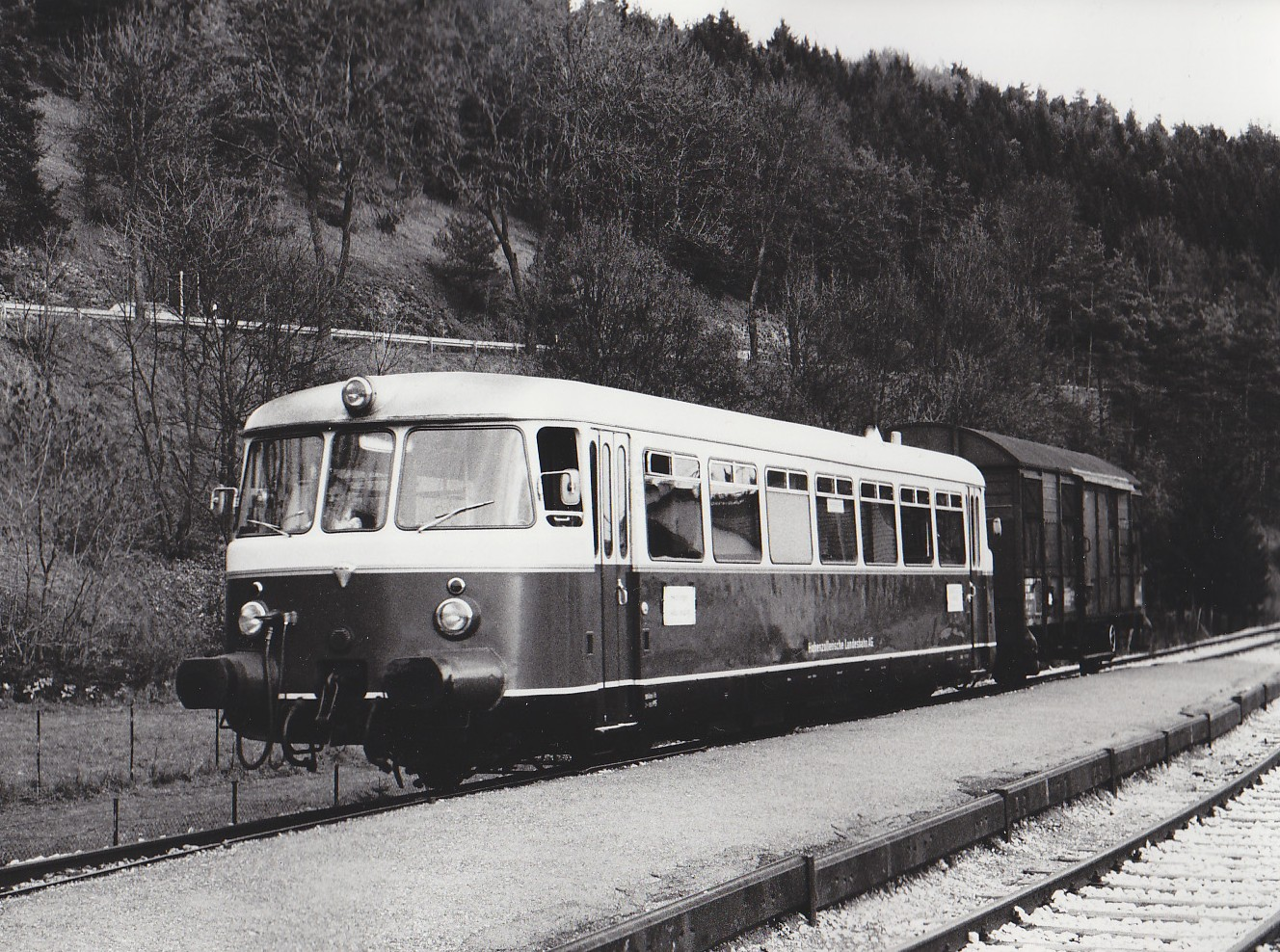
MAN-Schienenbus im Einsatz als Schlepptriebwagen auf der Hohenzollerischen Landesbahn, September 1985

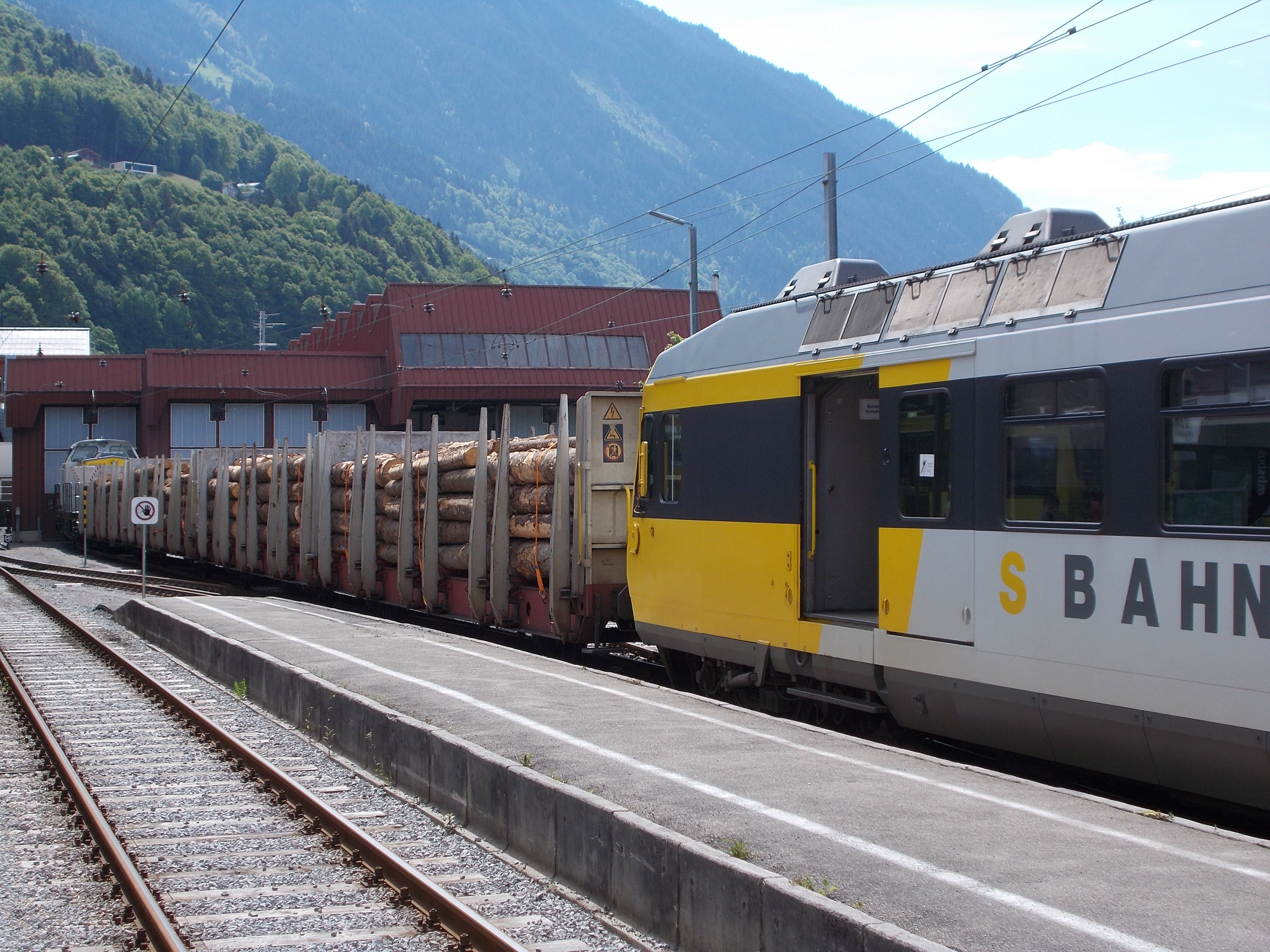
Ein MBS-Triebwagen im fahrplanmäßigen Personenverkehr mit angehängten Holztransportwagen steht abfahrbereit im Bahnhof Schruns.

Das Gegenstück zum Gmp war der Personenzug mit Güterbeförderung. Seine offizielle Abkürzung bei Deutscher Reichsbahn und Deutscher Bundesbahn lautete Pmg; Museumsbahnen und Modelleisenbahner schreiben hingegen meist PmG. Hierbei handelt es sich um einen hauptsächlich der Personenbeförderung dienenden Zug, der zusätzlich Güterwagen mitführt. An den Personenzug wurden dabei hinten ein oder mehrere Güterwagen angehängt. Ein Rangieren auf Unterwegsbahnhöfen fand in der Endzeit des Pmg nicht mehr statt.
Bei Staatsbahnen existierte diese Zugart bis in die 1990er Jahre bei der Deutschen Reichsbahn, so zum Beispiel auf der schmalspurigen Lößnitzgrundbahn. Der letzte Personenzug mit Güterbeförderung fuhr in der Bundesrepublik auf der regelspurigen Bahnstrecke Teterow–Gnoien.
Auf Privatbahnen und in anderen Ländern verkehren auch heute noch vereinzelt Pmg, beispielsweise bei der Rhätischen Bahn (RhB) in Graubünden, der Übelbacherbahn in der Steiermark und bei der Schwäbischen Alb-Bahn in Baden-Württemberg. Um diese Züge langfristig zu sichern, wurden die neuen Allegra-Triebwagen ersterer Bahn für eine Anhängelast von 160 Tonnen auf der bis zu 70 ‰ steilen Berninabahn ausgelegt, das heißt, sie können als Schlepptriebwagen fungieren.